# Wilhelm Klingenbrunner
Wilhelm Joseph Klingenbrunner (* 27. Oktober 1782 in Wien; † 2. November 1850 in Wien) war ein österreichischer Komponist, Flötist und Gitarrist der Klassik.

## Leben
Klingenbrunner erhielt Gesangsunterricht am Wiener Stephansdom, war ab 1793 Chorknabe im Stift Lilienfeld und erhielt Unterricht in verschiedenen Instrumenten (Flöte, Klarinette und Bassetthorn). 
Er arbeitete als Obereinnehmer in der Kassa des Landschaftseinnehmeramts der Niederösterreichischen Ständeverwaltung und „benützte die Muße seines Berufes zur Ausbildung in der Musik und zu literarischen Arbeiten.“

## Werk

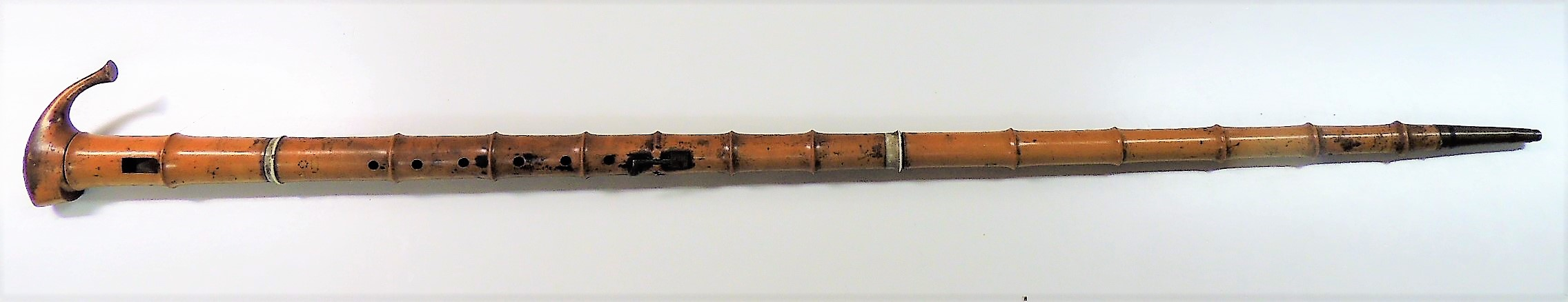
Stockflöte (Csakan), Wien, Mitte 19. Jahrhundert

Klingenbrunner komponierte Salonmusik für Flöte, Stockflöte (Csakan) und für Gitarre und schrieb (unter dem Pseudonym Wilhelm Blum) Theaterstücke, von denen einige 1815 bis 1831 im Wiener „Theater in der Leopoldstadt“ uraufgeführt wurden. Seine Bühnenwerke wurden zahlreich aufgeführt, aber nicht gedruckt. Gemeinsam mit Simon Molitor schrieb er (unter dem Pseudonym R. Klinger) 1812 einen „Versuch einer vollständigen Anleitung zum Guitarrespielen“. 1815 veröffentlichte er in Wien eine „Csakanschule“.